# Gozzelino di San Bertino
Gozzelino di San Bertino, o Gozzelino di Canterbury (in francese: Goscelin, Gosselin, Josselin, Joscelin, Joscelyn) (tra il 1020 ed il 1035 – poco dopo il 1107), è stato un monaco cristiano e scrittore belga, autore di agiografie. Era fiammingo di nascita, e divenne un monaco benedettino dell'Abbazia di San Bertino presso Saint-Omer.
Gozzelino frequentò numerosi monasteri e cattedrali in Inghilterra e raccolse, ovunque andò, materiale per le sue numerose biografie di santi.

## Biografia

### Fiandre
Secondo Guglielmo di Malmesbury, Gozzelino era un monaco dell'Abbazia di San Bertino. D'altra parte, come autore della Vita Amalbergae virginis, egli pare molto ben informato sulle tradizioni agiografiche delle Fiandre e del Brabante, in particolare quelle connesse all'abbazia di San Pietro a Gand. Probabilmente egli vi risiedette per un certo numero di anni.

### Inghilterra
Sempre secondo Guglielmo di Malmesbury, Gozzelino giunse in Inghilterra con Ermanno, vescovo di Sherborne, il che fece supporre a molti storici che egli fosse giunto colà nel 1058. però, secondo la testimonianza dello stesso Gozzelino nel suo Liber Confortatorius, egli passò dal villaggio di Poterne o da quello di Bishops Cannings, nel Wiltshire, diretto al suo vescovado e pare sia arrivato colà fra il 1048 e il 1055, mentre la sede di Ermanno era ancora sita a Ramsbury.
Gozzelino fu segretario di Ermanno e cappellano delle suore di Wilton. Ermanno morì nel 1078 e gli succedette sant'Osmundo, che Gozzelino descrive, nel suo Liber confortatorius, come un «…re che non conosceva Giuseppe…».
Il necrologio di Canterbury, citato da Wharton, dà il 15 maggio come data del suo decesso ma non dice di quale anno. Si sa che egli era ancora vivo nel 1107, quando gli fu chiesto di rivedere un'agiografia.

## Scritti
Guglielmo di Malmesbury apprezzò molto la sua attività. Gozzelino era ad Ely verso il 1082, quando scrisse la vita di santa Eteldreda, Fra il 1087 ed il 1092 risiedette a Ramsey e scrisse la vita di sant'Ivo di Ramsey. Nel 1098 si trasferì a Canterbury, ove scrisse della traslazione delle reliquie di sant'Agostino di Canterbury e dei suoi compagni, dedicando l'opera, che probabilmente fu l'ultima, a sant’Anselmo di Canterbury.
Le sue opere consistono principalmente nelle biografie di numerosi santi inglesi, principalmente quelli connessi a Canterbury, ov'egli trascorse i suoi ultimi anni. Alcune di queste sono state date alle stampe dai bollandisti, da Jean Mabillon e da Jacques Paul Migne. Altre si trovano in manoscritti conservati al British Museum di Londra ed a Cambridge. Un elenco completo delle sue opere conosciute è riportato nell'ottavo volume della "Histoire littéraire de France". La sua opera più nota è la Vita di sant'Agostino di Canterbury, dichiarata come basata su documenti più antichi e divisa in due parti, una Historia major (Mabillon, "Acta SS. O.S.B. ", I) ed una Historia minor (in Wharton, Anglia Sacra, I).
Il suo metodo pare sia stato quello di prendere a base delle sue opere scritti più antichi, riportandone il testo secondo il suo stile.
Il Liber Confortatorius, dedicato ad Eva di Wilton, un'allieva proveniente da Angers per vivere come reclusa, è un tipo di "Lettera consolatoria", che rammenta la sua vocazione di Eva ed esprime il cordoglio di Gozzelino per la di lei improvvisa dipartita.
Secondo Guglielmo di Malmesbury, Gozzelino era anche un musicista esperto.

## Opere

### Fiandre (Gand)
- Vita S. Amalbergae virginis, ed. J.B. Sollerius, Acta Sanctorum mensis Julii III, 1723, 90-102.

### Sherborne e Wilton
Poco dopo il 1078
- Life of di St Wulfsige of Sherborne, ed. C.H. Talbot, "The life of Saint Wulsin of Sherborne by Goscelin." Revue Bénédictine 69 (1959): 68–85; (traduzione: Rosalind C. Love The Life of St Wulfsige of Sherborne by Goscelin of Saint-Bertin: A New Translation with Introduction, Appendix and Notes, in:  St Wulfsige and Sherborne: Essays to Celebrate the Millennium of the Benedictine Abbey, 998-1998, Oxford, Katherine Barker, David A Hinton and Alan Hunt, pp. 98–123, 2005

Tra il 1080 ed il 1082
- Liber confortatorius, ed. Stephanie Hollis, Writing the Wilton Women: Goscelin's Legend of Edith and Liber Confortatorius. Medieval Women Texts and Contexts 9. Turnhout: Brepols, 2004; ed. C.H. Talbot, The Liber confortatorius of Goscelin of Saint Bertin. 1955. 1–117; traduzione: Monika Otter, Goscelin of St Bertin. Book of Encouragement and Consolation (Liber Confortatorius), Cambridge, Library of Medieval Women, 2004.
- Life of St Edith (of Wilton), ed. Stephanie Hollis, Writing the Wilton Women: Goscelin's Legend of Edith and Liber Confortatorius, Medieval Women Texts and Contexts 9, Turnhout: Brepols, 2004.

### Anglia orientale
- Life and Miracles of St Ivo, ed. W.D. Macray, Chronicon Abbatiae Rameseiensis. London, 1886. lix-lxxxiv.
- Vite di sante di Ely, ed. and tr. Rosalind C. Love, Goscelin of Saint-Bertin. The Hagiography of the Female Saints of Ely. OMT. Oxford, 2004.
  - Life of St Æthelthryth, andata perduta.
  - Vita S. Wihtburge (Life of St Wihtburh)
  - Lectiones in festivitate S. Sexburge (The Lessons on the Feast of St Seaxburh).
  - Lectiones in natalis S. Eormenhilde (Lessons on the anniversary feast of St Eormenhild) (figlia di Sexburga).
  - Life of St Waerburh figlia Eormenhild; edita anche da Carl Hostmann e tradotta da Henry Bradshaw, The Life of Saint Werburge of Chester, Early English Text Society (EETS), London, 1887.

### Abbazia di Barking
- Vite delle sante dell'Abbazia di Barking, ed. M.L. Colker, Texts of Jocelyn of Canterbury which relate to the history of Barking Abbey. Studia Monastica 7.2 (1965). 383-460.
  - Life and Miracles of St Wulfhild (pp. 418–34)
  - Life of St Æthelburh
  - Life of St Hildelith

### Sant'Agostino di Canterbury
- Historia maior
- Historia minor
- Liber de miraculis S. Augustini and Historia translationis S. Augustini, ed. Patrologia Latina 80 (1850). 43–94, 485–520. Su un miracolo verificatosi in relazione alla translazione delle reliquie di Sant'Agostino di Canterbury,  e dell'orefice del convento Spearhafoc.
- Vita S. Laurentii (Lorenzo di Canterbury)
- Vita et miracula S. Melliti
- Vita S. Iusti
- Vita S. Honorii
- Vita S. Deusdedit
- Vita S. Theodori
- Vita, translatio et miraculi Adriani
- Vita et miraculi S. Letardi